# Angélica Vale

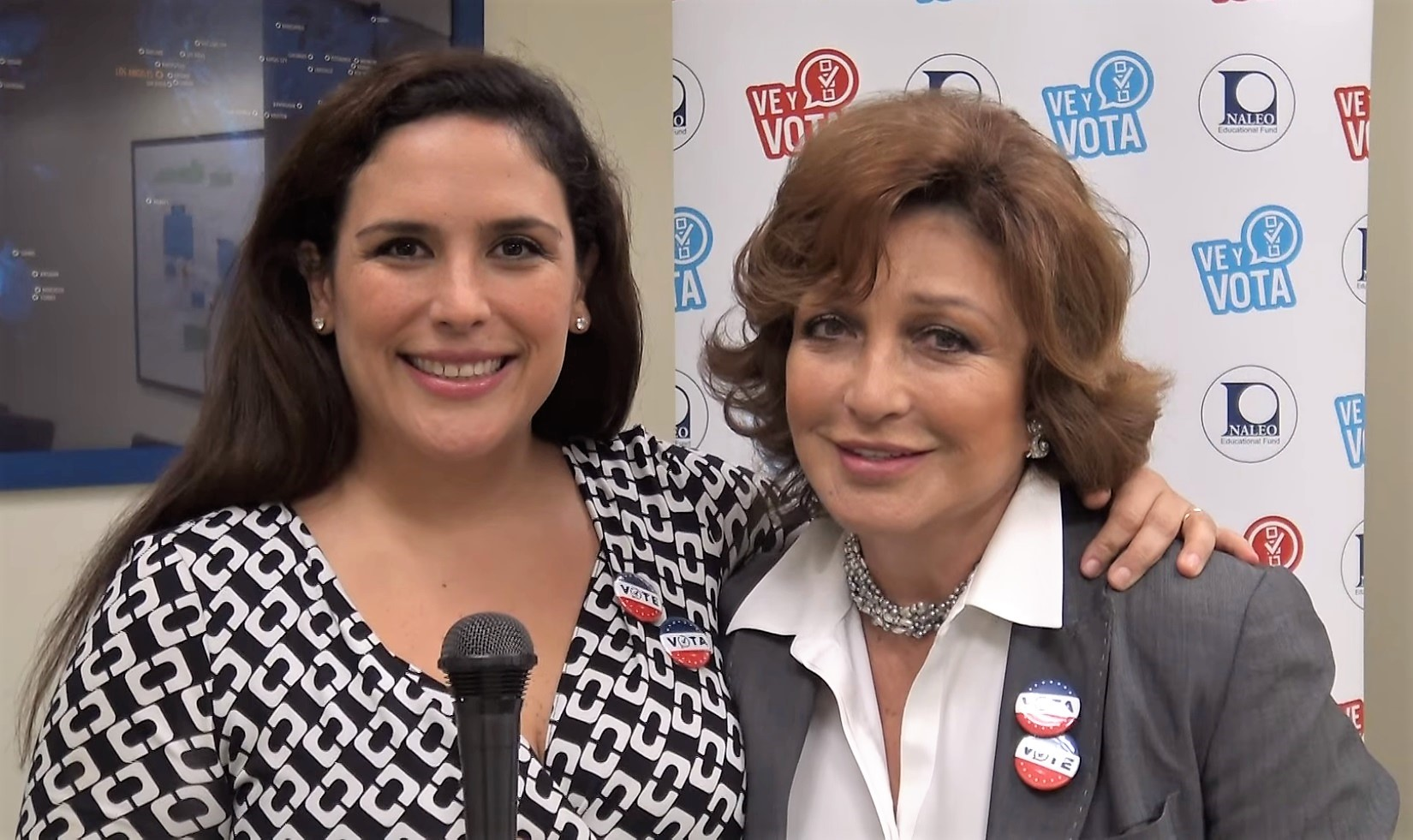
Angélica Vale y Angélica Maria en Dulce Osuna

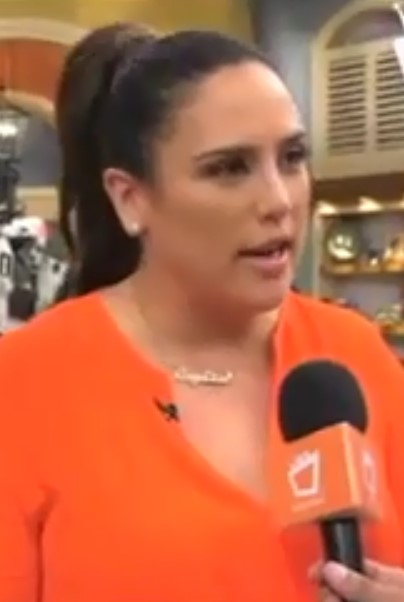
Angélica Vale 2018

Angélica María Vale Hartman (Ciudad de México, 11 de noviembre de 1975), conocida como Angélica Vale es una ex actriz , comediante, imitadora y cantante mexicana. Es hija de la cantante y actriz Angélica María y del comediante Raúl Vale. En el mundo del doblaje es conocida por ser la voz de Ellie en la franquicia de la Era de Hielo, empezando así como en en la segunda película también fue la voz original de Bibi en Una película de huevos, Otra película de huevos y un pollo, Un gallo con muchos huevos, Un rescate de huevitos y Huevitos Congelados.

## Carrera
Aparece por primera vez en la televisión a los 2 meses de edad en la telenovela El milagro de vivir, protagonizada por su madre Angélica María. En 1978 participa en la telenovela Muñeca rota y en dos películas, La guerra de los pasteles y El coyote y la bronca. En 1980 debutó con la comedia musical Zoila Sonrisas, luego filmó al lado de Rigo Tovar la cinta El gran triunfo. Un año después grabó junto a su madre Angélica María y el actor Juan Ferrara la telenovela El hogar que yo robé. En 1982 le propuso a su abuela la creación de un espectáculo dirigido al público infantil, de esa forma nació El club de la amistad que permaneció por tres años, al tiempo que preparaba su participación en la telenovela Lupita.
En 1984 debutó en la comedia musical El Mago de Oz con gran éxito. Después participó en el melodrama Herencia maldita y en la pastorela El portal de Belén. Debido al alto costo que representaba montar una obra musical, se dedicó a escribir una que se llamó Imaginación, en que el público era parte de la obra, y que duró en cartelera por más de un año. Después de ellos volvió a actuar junto a su madre en 1987 en la obra Una estrella y en 1988 la productora Julissa la llamó para interpretar el papel de "Sandy" en la comedia musical Vaselina. Ese mismo año una compañía discográfica le dio la oportunidad de grabar su primer disco, además que se inició como conductora en el programa Estrellas de los noventas bajo la producción de Raúl Velasco. En 1988 Manuel "El Loco" Valdés quien es su padrino le regaló 4 changuitos y ella los nombró "Alberto, Paco y Daniel" y Axel Navarrete  en referencia a unos amigos del preescolar que, según sus propias palabras, "me inspiraron a hacer imitaciones a muy temprana edad". Eso ayudó a detonar su talento, ya de por sí muy rico debido a la herencia de sus padres.
En 1989 participa en las obras Los tenis rojos, y Mamá ama el rock al lado de Ricky Martin, además grabó un disco titulado Nuestro show no puede parar. Ya en 1990 participó en su sexta telenovela, Ángeles blancos, al lado de Ignacio López Tarso y Jacqueline Andere. Y en 1991 fue invitada a interpretar el papel de "Doña Inés" en la obra clásica Don Juan Tenorio. En 1992 participa en la obra Todo lo que me digas será al revés, luego que graba su álbum Atrapada en los sesentas. Fue invitada por Morris Gilbert a participar en la obra Mi suegra es un fantasma con Manuel Landeta y Rosita Pelayo. En 1994 entre las obras de teatro fue invitada a participar en un musical de Broadway en México Charly Brown y sus amigos en la que interpretaba el papel de "Lucy".
En el año 1995 de la mano de Carla Estrada participa en la telenovela Lazos de amor. A finales de este año produjo la obra La isla de los niños y fue Doña Inés del Tenorio cómico que realizaba el conductor de televisión Paco Stanley. A inicios del año 1996 trabajó al lado de Mariana Levy en el melodrama Bendita mentira. Un año después, participó en la obra Blanca Nieves y los siete enanos y la pastorela, El diablo anda suelto al lado de Manuel "El Loco" Valdés y Raúl Araiza. En 1998 estrenó la obra Cenicienta.
Luego obtiene su primer protagónico en la novela juvenil Soñadoras. 
En 1999 se dedicó a presentar su espectáculo Sólo para ti donde imitaba a algunos de los artistas más reconocidos del espectáculo.
En el 2000 fue conductora por cinco meses del programa matutino Hoy junto con Arath de la Torre.
Además debutó en Las Vegas al abrir los conciertos de Marco Antonio Solís. En 2001 obtiene su segundo protagónico en la telenovela Amigas y rivales.
En 2002 fue la coconductora de Big Brother México.
En 2003 inicia su participación en el programa La parodia imitando a las estrellas de la farándula, la política y la vida social.
Este mismo año también fue llamada por el productor Raúl Araiza para protagonizar la telenovela Cancionera.
En 2005, la actriz Angélica Vale participó en la serie de televisión El privilegio de mandar junto con personalidades como Carlos Espejel, Arath de la Torre, Miguel Galván, entre otros. Para el 2006, la actriz hace la voz de "Bibi" y varios huevos de confeti en Una película de huevos y Otra Película de Huevos y Un Pollo; además de hacer la voz de "Ellie" en La Era del Hielo 2. Angélica Vale obtiene el papel protagonista de la telenovela La fea más bella producción de Rosy Ocampo. Gracias al personaje Leticia Padilla Solís "Lety" consigue ganar en popularidad el cual para ella era ya su tercer protagónico. 
Es conocida en su mayor parte por su capacidad de imitar a las famosas entre sus personajes más famosos están: Gloria Trevi, Paulina Rubio, Thalía, Verónica Castro, Irma Serrano, Lupita Dalessio (parodia de Lupita D'Alessio), Alicia Villarreal, Leticia Padilla Solís (de La fea más bella), Alejandra Guzmán, Lucero, Yuri entre otras.
Angélica Vale contrajo matrimonio con el empresario Otto Padrón (Presidente de Univision), el 19 de febrero de 2011 en la capilla del Antiguo Colegio de las Vizcaínas, donde también se llevó a cabo la recepción, para compartir este momento con familiares y amigos.
En agosto de 2011 la invitan a protagonizar el musical mexicano Mentiras: el musical durante sólo 10 funciones.
El 15 de enero de 2012 Angélica Vale estrenó un programa llamado Parodiando, en el cual compartirá créditos con Pierre Angelo, Héctor Sandarti y Gilberto Gless. Durante el programa la actriz confirmó su embarazo, luego de que esta noticia trascendiera la semana anterior. «Es un momento hermoso en mi vida y lo quiero compartir con México, con ustedes, con '‘Parodiando'’ en el primer programa y es que estoy embarazada, voy a ser mamá», dijo la futura mamá.
Después de 10 años de ausencia en las telenovelas protagoniza la telenovela de Telemundo La fan, el cual era su cuarto protagónico. Junto a ella estuvieron Juan Pablo Espinosa, Gabriel Porras, Scarlet Ortiz entre otros actores.
Angélica en 2015 firmó contrato exclusivo con la cadena estadounidense Telemundo en la que ya ha realizado dos proyectos el programa llamado ¡Qué nocheǃ, y una telenovela, La fan.
En el 2018 regresa a Televisa a protagonizar la telenovela Y mañana será otro día, producida por Carlos Moreno Laguillo a lado de Diego Olivera y Alejandra Barros.
En 2024 es la conductora de Juego de voces.

## Vida personal
En el 2012, durante la emisión del programa Parodiando, Angélica Vale confirmó su primer embarazo. El 6 de junio de 2012, la actriz dio a luz a su primera hija, Angélica Masiel. En marzo de 2014, Angélica Vale anunció su segundo embarazo. El 11 de agosto de 2014, dio a luz a su segundo hijo, Daniel Nicolás quien nació de manera prematura a las 36 semanas de gestación. Posee desde el 2016 la nacionalidad estadounidense.

## Filmografía

### Telenovelas y series
| Año       | Telenovelas y series    | Personaje                                                     |
| --------- | ----------------------- | ------------------------------------------------------------- |
| 2018      | Y mañana será otro día  | Mónica Rojas Araiza                                           |
| 2017      | La fan                  | Valentina Pérez "Vale" / Valentina Cabrera Gardiazabal "Vale" |
| 2009      | Mujeres asesinas        | Julia, encubridora - Julia Espinoza Laviada (Un capítulo)     |
| 2007      | Ugly Betty              | Angélica, Leticia Padilla (participación especial)            |
| 2006-2007 | La fea más bella        | Leticia Padilla Solís "Lety" / Aurora Mayer de Salinas        |
| 2005-2006 | El privilegio de mandar | Varios personajes                                             |
| 2002-2006 | La parodia              | Varios personajes                                             |
| 2002-2003 | Las vías del amor       | Angélica                                                      |
| 2001      | Amigas y rivales        | Wendy Nayeli Pérez                                            |
| 1998-1999 | Soñadoras               | Julieta Ruíz Castañeda                                        |
| 1997-1998 | El secreto de Alejandra | Gloria                                                        |
| 1996      | Bendita mentira         | Margarita                                                     |
| 1995-1996 | Lazos de amor           | Tere                                                          |
| 1992-1993 | Ángeles sin paraíso     | Angélica                                                      |
| 1990      | Ángeles blancos         | Priscilla                                                     |
| 1986      | Herencia maldita        | Adela Beltrán (niña)                                          |
| 1982      | Lupita                  | Guadalupe Nuñez "Lupita"                                      |
| 1981      | El hogar que yo robé    | Aurora "Aurorita" Velarde                                     |
| 1978      | Muñeca rota             |                                                               |
| 1975      | El milagro de vivir     | Bebé Alejandra                                                |

### Teatro
| Año       | Teatro                           | Personaje                     |
| --------- | -------------------------------- | ----------------------------- |
| 2019      | Chicago el musical               | Mama Morton (Actriz invitada) |
| 2011-2019 | Mentiras: el musical             | Daniela                       |
| 2005      | José el soñador                  | Narradora (Actriz invitada)   |
| 2004      | Los miserables                   | Eponine (Actriz invitada)     |
|           | La casa de Bernarda Alba         | Adela                         |
| 1985      | Mago de Oz. Cuento de Frank Baum | Dorotea                       |
|           | Cenicienta                       | Cenicienta                    |
|           | Atrapada en los 60               | ?                             |
|           | Vaselina                         | Sandy                         |
|           | Mamá ama el rock                 | ?                             |
| 1989      | Los tenis rojos                  | ?                             |

### Webnovelas
| Año  | Webnovela   | Personaje                  |
| ---- | ----------- | -------------------------- |
| 2011 | No me hallo | Luz María “Luchita” Guerra |

### Realities
| Año        | Realities                         | Papel              |
| ---------- | --------------------------------- | ------------------ |
| 2024, 2025 | Juego de voces                    | Conductora         |
| 2021       | El gran pastelero bake off México | Conductora         |
| 2021       | La máscara del amor               | Conductora         |
| 2020, 2022 | Tu cara me suena                  | Juez               |
| 2015       | ¡Qué noche con Angélica y Raúl!   | Conductora         |
| 2012, 2013 | Parodiando                        | Capitana de equipo |
| 2009       | Hazme reír y serás millonario     | Colaboradora       |
| 2002       | Big Brother México                | Copresentadora     |

### Cine
| Año  | Actuación                 |
| ---- | ------------------------- |
| 2011 | Salsa en Tel Aviv         |
| 1988 | Una estrella              |
| 1981 | El gran triunfo           |
| 1979 | La guerra de los pasteles |
| 1978 | El Coyote y la Bronca     |

### Doblaje
| Año  | Doblaje                                | Personaje         |
| ---- | -------------------------------------- | ----------------- |
| 2006 | La era de hielo 2                      | Ellie             |
| 2006 | Una película de huevos                 | Bibi              |
| 2009 | Otra película de huevos y un pollo     | Bibi              |
| 2009 | La era de hielo 3                      | Ellie             |
| 2012 | La era de hielo 4                      | Ellie             |
| 2015 | Un gallo con muchos huevos             | Bibi              |
| 2016 | La era de hielo: Choque de mundos      | Ellie             |
| 2017 | Coco                                   | Mamá Imelda       |
| 2018 | Marcianos vs. mexicanos                | "Tlacoyito" Reyes |
| 2019 | Seis manos                             | García            |
| 2021 | Los Lopeggs                            | Clara             |
| 2021 | Un rescate de huevitos                 | Bibi              |
| 2022 | La era de hielo: Las aventuras de Buck | Ellie             |
| 2022 | Huevitos congelados                    | Bibi              |
| 2024 | Amigos imaginarios                     | Blossom           |

## Premios y nominaciones

### Premios Los Favoritos
| Año  | Categoría          | Por           | Resultado |
| ---- | ------------------ | ------------- | --------- |
| 2002 | Mejor Actriz Joven | Angélica Vale | Nominada  |

### Premios TVyNovelas
| Año  | Categoría                 | Telenovela/Serie | Resultado |
| ---- | ------------------------- | ---------------- | --------- |
| 2002 | Mejor revelación femenina | Amigas y Rivales | Nominada  |
| 2003 | Mejor actriz de comedia   | La Parodia       | Ganadora  |
| 2007 | Mejor actriz protagónica  | La fea más bella | Ganadora  |

### Premios Califa de Oro
| Año  | Categoría         | Telenovela       | Resultado |
| ---- | ----------------- | ---------------- | --------- |
| 2006 | Destaca Actuación | La fea más bella | Ganadora  |

### Premios Bravo
| Año  | Categoría                | Telenovela       | Resultado |
| ---- | ------------------------ | ---------------- | --------- |
| 2007 | Mejor actriz protagónica | La fea más bella | Ganadora  |

### Premios Fama
| Año  | Categoría                | Telenovela       | Resultado |
| ---- | ------------------------ | ---------------- | --------- |
| 2008 | Mejor actriz protagónica | La fea más bella | Ganadora  |

### Premios Tu Mundo
| Año  | Categoría                             | Telenovela | Resultado |
| ---- | ------------------------------------- | ---------- | --------- |
| 2017 | Protagonista Favorita                 | La fan     | Nominada  |
| 2017 | Protagonista Favorita con Mala Suerte | La fan     | Nominada  |

Reconocimientos
- En 2018 la revista People en Español vuelve a nombrarla como una de "Los 50 más bellos".
- En 2014 la revista People en Español vuelve a nombrarla como una de "Los 50 más Bellos".
- En 2012 la revista People en Español vuelve a nombrarla como una de "Los 50 más Bellos".
- En 2007 la revista People en Español vuelve a nombrarla como una de "Los 50 más Bellos".